# Bardi
Bardi é uma comuna italiana da região da Emília-Romanha, província de Parma, com cerca de 2.712 habitantes. Estende-se por uma área de 189 km², tendo uma densidade populacional de 14 hab/km². Faz fronteira com Bedonia, Bore, Borgo Val di Taro, Compiano, Farini (PC), Ferriere (PC), Morfasso (PC), Valmozzola, Varsi.

## Demografia
| Variação demográfica do município entre 1861 e 2011                               |
|                                                                                   |
| Fonte: Istituto Nazionale di Statistica (ISTAT) - Elaboração gráfica da Wikipedia |